# Кюкітая
Кю́кітая (ест. Kükitaja küla) — село в Естонії, у волості Тарту повіту Тартумаа.

## Населення
Чисельність населення на 31 грудня 2011 року становила 41 особу.

## Географія
Через населений пункт проходить автошлях 22253 (Рииму — Війра).